# Freixo de Espada à Cinta
Freixo de Espada à Cinta ('fɾɐiʃu dɨ (ɨ)ʃ'padɐ a 'sĩtɐ) è un comune portoghese di 4 184 abitanti situato nel distretto di Braganza.

## Società

### Evoluzione demografica
| Popolazione di Freixo de Espada à Cinta (1801 – 2004) | Popolazione di Freixo de Espada à Cinta (1801 – 2004) | Popolazione di Freixo de Espada à Cinta (1801 – 2004) | Popolazione di Freixo de Espada à Cinta (1801 – 2004) | Popolazione di Freixo de Espada à Cinta (1801 – 2004) | Popolazione di Freixo de Espada à Cinta (1801 – 2004) | Popolazione di Freixo de Espada à Cinta (1801 – 2004) | Popolazione di Freixo de Espada à Cinta (1801 – 2004) | Popolazione di Freixo de Espada à Cinta (1801 – 2004) |
| ----------------------------------------------------- | ----------------------------------------------------- | ----------------------------------------------------- | ----------------------------------------------------- | ----------------------------------------------------- | ----------------------------------------------------- | ----------------------------------------------------- | ----------------------------------------------------- | ----------------------------------------------------- |
| 1801                                                  | 1849                                                  | 1900                                                  | 1930                                                  | 1960                                                  | 1981                                                  | 1991                                                  | 2001                                                  | 2004                                                  |
| 3568                                                  | 4583                                                  | 6848                                                  | 7034                                                  | 7288                                                  | 5717                                                  | 4914                                                  | 4184                                                  | 4014                                                  |

## Freguesias
- Freixo de Espada à Cinta e Mazouco
- Lagoaça e Fornos
- Ligares
- Poiares